# Clinus musaicus
Clinus musaicus is een straalvinnige vissensoort uit de familie van de beschubde slijmvissen (Clinidae). De wetenschappelijke naam van de soort is voor het eerst geldig gepubliceerd in 2012 door Holleman, von der Heyden & Zsilavecz.